# Stan Javie
Stanley „Stan“ Javie (* 9. Dezember 1919 in Philadelphia, Pennsylvania als Stanley Jaworowski; † 30. Dezember 2002 ebenda) war ein US-amerikanischer American-Football-Schiedsrichter, der bis zur Saison 1980 in der NFL tätig war. Als Schiedsrichter trug er die Uniform mit der Nummer 29, außer in den Spielzeiten 1979 und 1980, in denen er die positionsbezogene Nummer 6 zugeteilt bekam.

## Karriere
Javie war während seiner gesamten NFL-Laufbahn als Back Judge tätig.
Er war bei insgesamt vier Super Bowls im Einsatz: Beim AFL-NFL Championship Game im Jahr 1968, der heute als Super Bowl II bekannt ist, war er in der Crew unter der Leitung von Hauptschiedsrichter Jack Vest. Beim Super Bowl VIII im Jahr 1974 unter der Leitung von Hauptschiedsrichter Ben Dreith. Beim Super Bowl X im Jahr 1976 in der Crew unter der Leitung von Hauptschiedsrichter Norm Schachter und im Super Bowl XIV im Jahr 1980 unter der Leitung von Hauptschiedsrichter Fred Silva.
Er wurde im Jahr 1994 mit dem NFLRA Honoree Award ausgezeichnet.